# Гораціо Ґріноу
Гораціо Ґріноу (англ. Horatio Greenough; 6 вересня 1805, Бостон, штат Массачусетс – 18 грудня 1852, Сомервіль, штат Массачусетс) — американський скульптор та теоретик мистецтва. Вважається першим американським скульптором та основоположником неокласицизму в американській скульптурі. Працював у стилі неокласицизму. Вважається також предтечою стилю функціоналізм.
В дусі Торвальдсена він зауважив: «Я почав вивчати мистецтво в Римі; до того часу я радше розважався із глиною та мармуром».